# パトリカ
パトリカ（伊: Patrica）は、イタリア共和国ラツィオ州フロジノーネ県にある、人口約3,000人の基礎自治体（コムーネ）。

## 地理

### 位置・広がり

#### 隣接コムーネ
隣接するコムーネは以下の通り。
- チェッカーノ
- フロジノーネ
- ジュリアーノ・ディ・ローマ
- スピーノ

### 気候分類・地震分類
パトリカにおけるイタリアの気候分類 (it) および度日は、zona E, 2133 GGである。
また、イタリアの地震リスク階級 (it) では、zona 2B (sismicità media) に分類される。

## 行政
- 山岳共同体 "Monti Lepini" に属する